# Abbazia di Fischingen
L'abbazia di Fischingen è un'antica abbazia, oggi priorato benedettino appartenente alla congregazione benedettina di Svizzera. Essa si trova nel comune di Fischingen, nel cantone di Turgovia.

## Storia
L'abbazia fu fondata nel 1138 da Ulrico II di Castell, vescovo di Constanza, per offrire un ricovero ai pellegrini diretti all'abbazia di Einsiedeln.
Essa fu costruita in sei anni e dotata di ampie foresterie e di un alto campanile. Verso il 1210 Fischingen, monastero doppio, contava 150 monaci e 120 religiose, alloggiate nelle vicinanze. I conti di Toggenburg ne erano i protettori e santa Ida di Toggenburg, che vi fu monaca nel XIII secolo, vi è sepolta.
L'abbazia fu posta sotto l'autorità dell'amministrazione di Turgovia in seno all'antica confederazione svizzera nel 1460 e, nel 1526, l'abate ed i quattro monaci che non erano fuggiti abbracciarono la Riforma protestante e si sposarono. L'abbazia riaprì tuttavia qualche decennio dopo.  Essa fu ricostruita, in particolare dall'abate (1672 - 1688) Seiler, nel XVII e XVIII secolo in stile barocco, con elementi esuberanti di stile rococò, come in Baviera e in Germania meridionale. La nuova chiesa data dal 1687, con una cappella dedicata a santa Ida nel 1705 e splendide grate nel coro. Fu a quell'epoca che l'abbazia raggiunse il suo apogeo intellettuale e materiale, specificatamente sotto gli abati Franz Troger (1688 -1728) e Nikolaus Degen (1747 - 1776).
Il Gran Consiglio di Turgovia si pronunciò per lo scioglimento dell'abbazia il 27 giugno 1848 ed essa fu venduta ad una manifattura tessile nel 1852. Essa fu poi riacquistata da un'associazione cattolica nel 1879, che v'installò un orfanotrofio.

## Oggigiorno

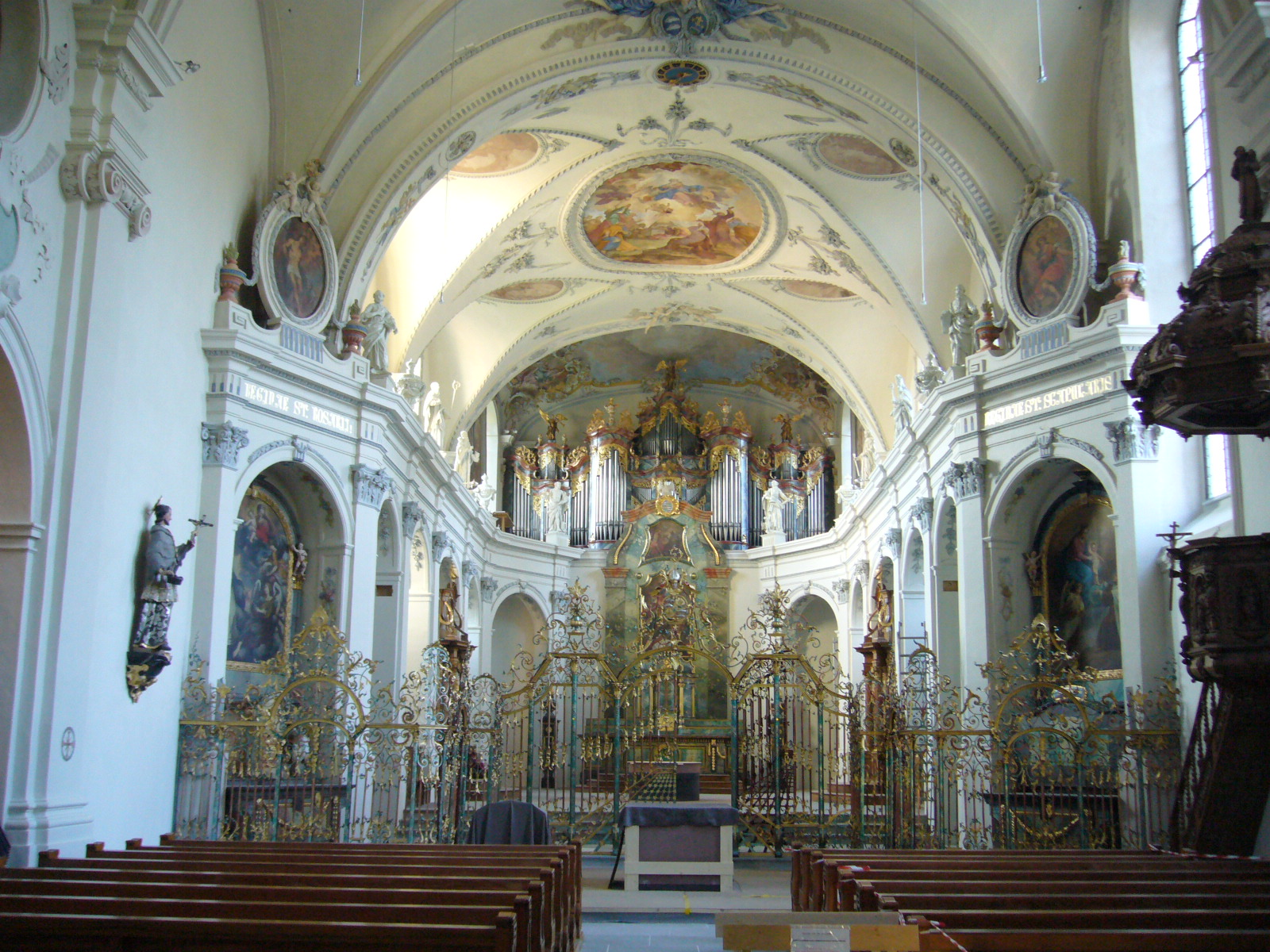
Interno della chiesa abbaziale

Allorché nel 1973 l'articolo della costituzione svizzera che vietava l'installazione di nuovi conventi e la rifondazione di quelli antichi fu abolita, i benedettini tornarono a Fischingen e vi aprirono un priorato, mentre la chiesa abbaziale continuava a fungere da chiesa parrocchiale.
Finschingen ha fatto parte della congregazione benedettina della Svizzera, istituita da papa Clemente VIII, dal 1602 al 1848 ed essa ne fa nuovamente parte dal 1977.